# Gefälltes Siliciumdioxid

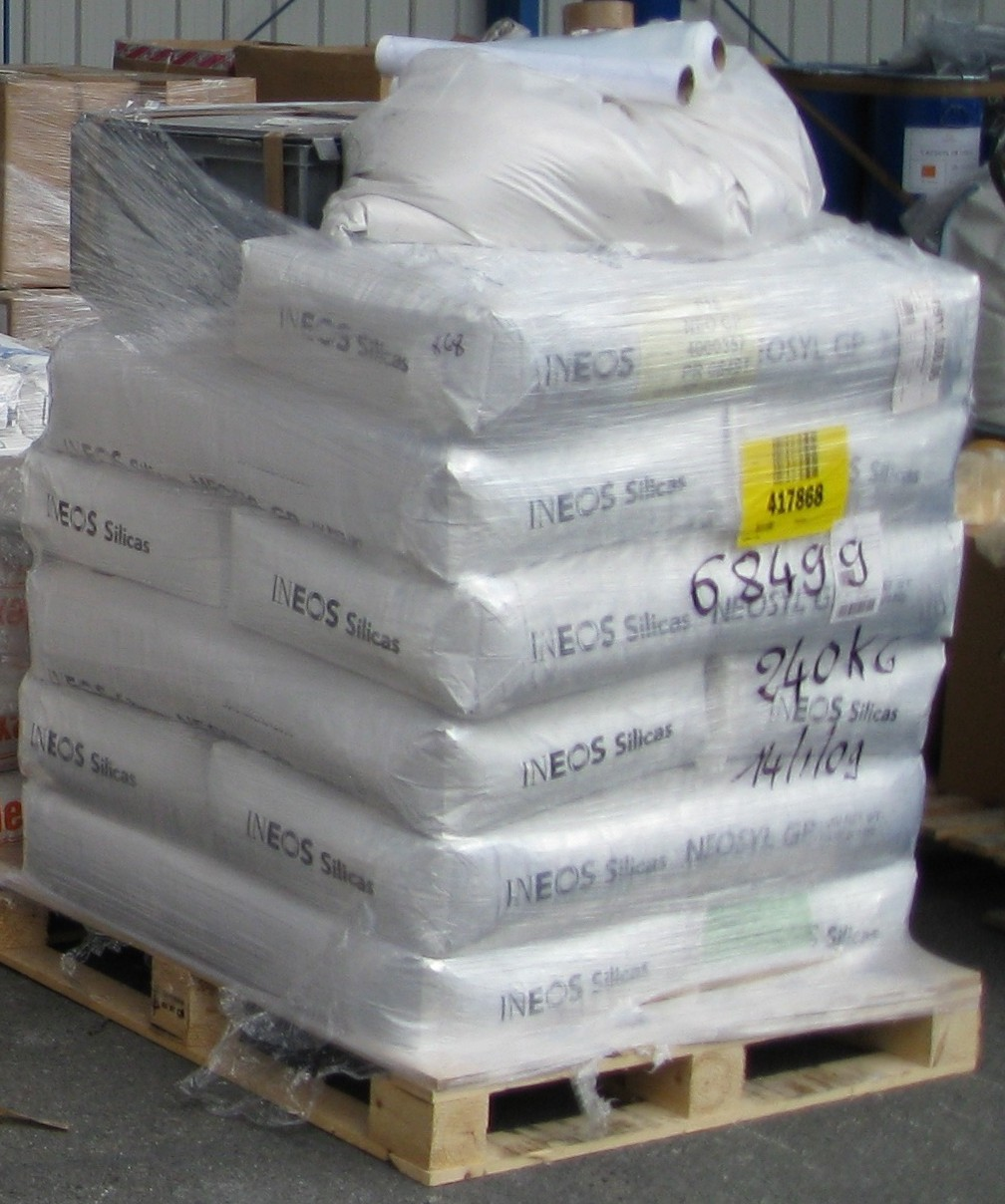

Gefälltes Siliciumdioxid (auch: gefällte Kieselsäure) ist eine amorphe Form von Siliziumdioxid (SiO2); es ist ein weißes, pulverförmiges Material. Gefälltes Siliciumdioxid wird durch Fällung aus einer silikathaltigen Lösung hergestellt.
Die drei Hauptklassen von amorphem Siliciumdioxid sind pyrogenes Siliciumdioxid, gefälltes Siliciumdioxid und Kieselgel. Unter ihnen hat gefällte Kieselsäure die größte wirtschaftliche Bedeutung. 1999 wurden mehr als eine Million Tonnen produziert, die Hälfte davon in Reifen und Schuhsohlen verwendet.
So wie pyrogenes Siliciumdioxid ist auch gefälltes Siliciumdioxid im Wesentlichen nicht mikroporös (es sei denn, es wird mittels der Stöber-Synthese hergestellt).

## Herstellung
Die Prozesse zur Herstellung von gefälltem und pyrogenem Siliciumdioxid werden in der folgenden Abbildung verglichen:

Herstellung von pyrogenem und gefälltem SiO_{2}.

Gefällte Kieselsäure wird durch  Kondensation von Kieselsäure aus verdünnten Alkalisilikat-Lösung hergestellt, durch Aufschließen von Quarzsand mit Natriumcarbonat oder Kaliumcarbonat zugänglich ist. Diese Alkalisilikat-Lösung wird auch Wasserglas genannt. Kieselsäure besitzt eine starke Neigung zur Polymerisation unter Umwandlung von Silanol-Gruppen (Si-OH) zu Siloxan-Bindungen (Si-O-Si). Die Reaktionskinetik (Reaktionsgeschwindigkeit) ist stark vom  pH-Wert abhängig.
Die industrielle Herstellung erfolgt durch Ansäuerung einer wässrigen Alkalisilikat-Lösung (z. B. Natriumsilikat) mit Schwefelsäure. Durch Rühren wird eine Gelierung verhindert, ansonsten käme es zur Bildung von Kieselsolen oder Kieselgelen.

## Verwendung gefällter Kieselsäuren
- Silicagel
- Aerogel
- Folien für Batterieseparatoren.
- Zusätze zu Reifen, Schuhsohlen und anderen Gummiartikeln um Abriebfestigkeit zu erhöhen und Nassrutschverhalten und Rollwiderstand zu verbessern.
- Zusätze, die das Fließverhalten von Futtermitteln, Suppen- und Getränkepulvern verbessern.
- Als Pulver in Feuerlöschern
- Beschichtungen für Inkjetpapiere, die schnelles Trocknen und eine bessere Druckqualität ermöglichen.
- Entschäumer in Waschmitteln.
- Proteinadsorber bei der Bierherstellung.
- Mattierungsmittel für Lacke besonders Klarlacke im Holzbereich und Automobil-Innenbereich
- Filtrationshilfsmittel, um die Filtrierbarkeit von Flüssigkeiten zu verbessern.
- Aktivpuder
- Als Abbindebeschleuniger für Portlandzemente in Baustoffen
- Zur Sohlabdichtung für Baugruben und Dichtungsinjektionen im Bergbau. Verwendet werden hier vor Ort frisch gefällte, wasserhaltige Kieselgele aus ortho-Kieselsäure.
- In verpresster (mit Keramikfaser gebundener) Form als thermischer Isolationskörper (z. B. in Strahlungsheizkörpern für Glaskeramikkochmulden)